# Městské obvody v Budapešti
Městské obvody v Budapešti - Budapešť je rozdělena do 23 obvodů (kerületek, jednotné číslo kerület, zkratka Ker.) označených římskými číslicemi. Číslování jde přibližně ve směru hodinových ručiček od středu k okraji města.
Většina obvodů má svůj historický název a většina z nich se dále dělí na městské čtvrti.

## Obvody
| Obvod        | Název obvodu                  | Počet obyvatel (1.1.2009) | Plocha (km2) | Hustota obyvatelstva (obyv/km2) | Datum připojení k Budapešti |
| ------------ | ----------------------------- | ------------------------- | ------------ | ------------------------------- | --------------------------- |
| I. obvod     | Várkerület                    | 24 728                    | 3,41         | 7 252                           | 17. listopad 1873           |
| II. obvod    | Lipótmező                     | 88 729                    | 36,34        | 2 442                           | 17. listopad 1873           |
| III. obvod   | Óbuda-Békásmegyer             | 123 723                   | 39,70        | 3 116                           | 17. listopad 1873           |
| IV. obvod    | Újpest                        | 98 374                    | 18,82        | 5 227                           | 1. leden 1950               |
| V. obvod     | Belváros-Lipótváros           | 27 283                    | 2,59         | 10 534                          | 17. listopad 1873           |
| VI. obvod    | Terézváros                    | 42 120                    | 2,38         | 17 697                          | 17. listopad 1873           |
| VII. obvod   | Erzsébetváros                 | 62 530                    | 2,09         | 29 919                          | 17. listopad 1873           |
| VIII. obvod  | Józsefváros                   | 82 222                    | 6,85         | 12 003                          | 17. listopad 1873           |
| IX. obvod    | Ferencváros                   | 61 576                    | 12,53        | 4 914                           | 17. listopad 1873           |
| X. obvod     | Kőbánya                       | 79 270                    | 32,49        | 2 440                           | 17. listopad 1873           |
| XI. obvod    | Újbuda                        | 139 049                   | 33,47        | 4 154                           | 1. březen 1934              |
| XII. obvod   | Hegyvidék                     | 56 544                    | 26,68        | 2 119                           | 1. červenec 1940            |
| XIII. obvod  | Angyalföld                    | 113 531                   | 13,44        | 8 447                           | 15. červen 1938             |
| XIV. obvod   | Zugló                         | 120 148                   | 18,13        | 6 627                           | 15. červen 1935             |
| XV. obvod    | Pestújhely                    | 80 218                    | 26,94        | 2 978                           | 1. leden 1950               |
| XVI. obvod   | Árpádföld                     | 68 484                    | 33,51        | 2 044                           | 1. leden 1950               |
| XVII. obvod  | Rákosmente                    | 78 250                    | 54,82        | 1 427                           | 1. leden 1950               |
| XVIII. obvod | Pestszentlőrinc-Pestszentimre | 93 225                    | 38,60        | 2 415                           | 1. leden 1950               |
| XIX. obvod   | Kispest                       | 61 610                    | 9,38         | 6 568                           | 1. leden 1950               |
| XX. obvod    | Pesterzsébet                  | 63 371                    | 12,18        | 5 203                           | 1. leden 1950               |
| XXI. obvod   | Csepel                        | 76 339                    | 25,75        | 2 965                           | 1. leden 1950               |
| XXII. obvod  | Budafok-Tétény                | 50 499                    | 34,25        | 1 474                           | 1. leden 1950               |
| XXIII. obvod | Soroksár                      | 20 387                    | 40,77        | 500                             | 11. prosinec 1994           |
| Souhrn       | —                             | 1 712 210                 | 525,13       | 3 261                           | —                           |

## Obvody a čtvrti
| Obvod        | Název obvodu                  | Čtvrti |
| I. obvod     | Várkerület                    | Gellérthegy (část), Krisztinaváros (část), Tabán (část), Vár, Víziváros (část) |
| II. obvod    | Lipótmező                     | Adyliget, Budakeszierdő (část), Budaliget, Csatárka, Erzsébetliget, Erzsébettelek, Felhévíz, Gercse, Hársakalja, Hárshegy, Hűvösvölgy, Kővár, Kurucles, Lipótmező, Máriaremete, Nyék, Országút, Pálvölgy, Pasarét, Pesthidegkút-Ófalu, Petneházyrét, Remetekertváros, Rézmál, Rózsadomb, Szemlőhegy, Széphalom, Szépilona, Szépvölgy, Törökvész, Újlak (část),Vérhalom, Víziváros (část),Zöldmál |
| III. obvod   | Óbuda-Békásmegyer             | Aquincum, Aranyhegy, Békásmegyer, Csillaghegy, Csúcshegy, Filatorigát, Hármashatárhegy, Kaszásdűlő, Mátyáshegy, Mocsárosdűlő, Óbuda, Óbudaisziget, Remetehegy, Rómaifürdő, Solymárvölgy, Táborhegy, Testvérhegy, Törökkő, Újlak (část), Ürömhegy |
| IV. obvod    | Újpest                        | Istvántelek, Káposztásmegyer, Megyer, Népsziget (část), Székesdűlő, Újpest |
| V. obvod     | Belváros-Lipótváros           | Belváros, Lipótváros |
| VI. obvod    | Terézváros                    | Terézváros |
| VII. obvod   | Erzsébetváros                 | Erzsébetváros, Istvánmező (část) |
| VIII. obvod  | Józsefváros                   | Istvánmező (část), Józsefváros, Kerepesdűlő, Tisztviselőtelep |
| IX. obvod    | Ferencváros                   | Ferencváros, Gubacsidűlő, József Attila-lakótelep |
| X. obvod     | Kőbánya                       | Felsőrákos, Gyárdűlő, Keresztúridűlő, Kőbánya-Kertváros, Kúttó, Laposdűlő, Ligettelek, Népliget, Óhegy, Téglagyárdűlő, Újhegy |
| XI. obvod    | Újbuda                        | Albertfalva, Dobogó, Gazdagrét, Gellérthegy (část), Hosszúrét, Kamaraerdő, Kelenföld, Kelenvölgy, Kőérberek, Lágymányos, Madárhegy, Őrmező, Örsöd, Péterhegy, Pösingermajor, Sasad, Sashegy (část),Spanyolrét, Szentimreváros, Tabán (část) |
| XII. obvod   | Hegyvidék                     | Budakeszierdő (část), Csillebérc, Farkasrét, Farkasvölgy, Istenhegy, Jánoshegy, Kissvábhegy, Krisztinaváros (část), Kútvölgy, Magasút, Mártonhegy, Németvölgy, Orbánhegy, Sashegy (část),Svábhegy, Széchenyihegy, Virányos, Zugliget |
| XIII. obvod  | Angyalföld                    | Angyalföld, Margitsziget, Népsziget (část), Újlipótváros, Vizafogó |
| XIV. obvod   | Zugló                         | Alsórákos, Herminamező, Istvánmező, Kiszugló, Nagyzugló, Rákosfalva, Törökőr, Városliget |
| XV. obvod    | Pestújhely                    | Pestújhely, Rákospalota, Újpalota |
| XVI. obvod   | Árpádföld                     | Árpádföld, Cinkota, Mátyásföld, Rákosszentmihály, Sashalom |
| XVII. obvod  | Rákosmente                    | Akadémiaújtelep, Madárdomb, Rákoscsaba, Rákoscsaba-Újtelep, Rákoshegy, Rákoskeresztúr, Rákoskert, Rákosliget, Régiakadémiatelep |
| XVIII. obvod | Pestszentlőrinc-Pestszentimre | Alacskai úti lakótelep, Almáskert, Bélatelep, Belsőmajor, Bókaytelep, Erdőskert, Erzsébettelep, Ferihegy, Ganzkertváros, Ganztelep, Gloriett-telep, Halmierdő, Havanna-telep, Kossuth Ferenc-telep, Lakatostelep, Liptáktelep, Lónyaytelep, Miklóstelep, Rendessytelep, Szemeretelep, Szent Imre-kertváros, Szent Lőrinc-telep, Újpéteritelep                                                    |
| XIX. obvod   | Kispest                       | Kispest, Wekerletelep |
| XX. obvod    | Pesterzsébet                  | Gubacsipuszta, Kossuthfalva, Pacsirtatelep, Pesterzsébet, Pesterzsébet-Szabótelep |
| XXI. obvod   | Csepel                        | Csepel-Belváros, Csepel-Kertváros, Csepel-Ófalu, Csepel-Rózsadomb, Csepel-Szabótelep, Csillagtelep, Erdőalja, Erdősor, Gyártelep, Háros, Királyerdő, Királymajor, Szigetcsúcs |
| XXII. obvod  | Budafok-Tétény                | Baross Gábor-telep, Budafok, Budatétény, Nagytétény |
| XXIII. obvod | Soroksár                      | Millenniumtelep, Soroksár, Soroksár-Újtelep |